# Vakantiehuis

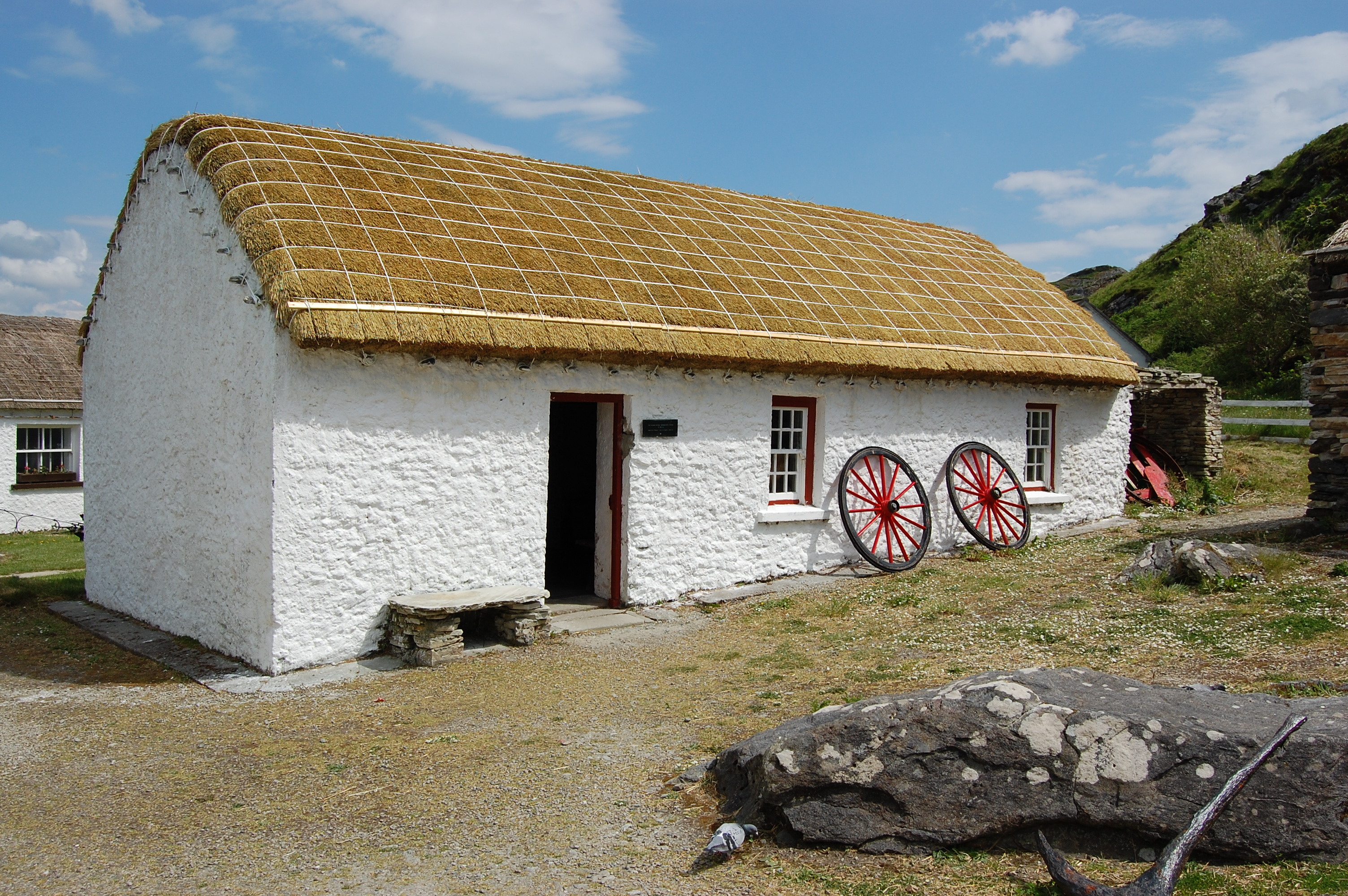
Vakantiehuis in Ierland

Een vakantiehuis, vakantiewoning of recreatiewoning is een huis dat men huurt of koopt om de vakanties door te brengen en bestaat ten minste uit een woonkamer, keuken, slaapkamer, een nattecel met wc en douche of bad en een terras om buiten te kunnen vertoeven. In de regel zijn dit geen grote huizen maar bungalows of appartementen.
Vakantiehuizen kunnen bedoeld zijn voor groepen (soms zelfs tot 15 personen). Op deze manier kunnen de huurkosten gedeeld worden, waardoor een klein budget volstaat per deelnemer. In West-Vlaanderen zijn heel wat vakantiehuizen die groepen tot 32 personen kunnen ontvangen.
Ook in Nederland en België zijn er veel vakantiehuizen. Populaire vakantiebestemmingen voor veel Europeanen (waaronder Nederlanders en Belgen) zoals Spanje, Frankrijk, Italië, Turkije, Hongarije, en Oostenrijk hebben veel vakantiehuizen. Met het dalen van de vliegtarieven zijn ook landen buiten Europa als Curaçao en Zuid-Afrika aantrekkelijker geworden. 

## Zomerhuis

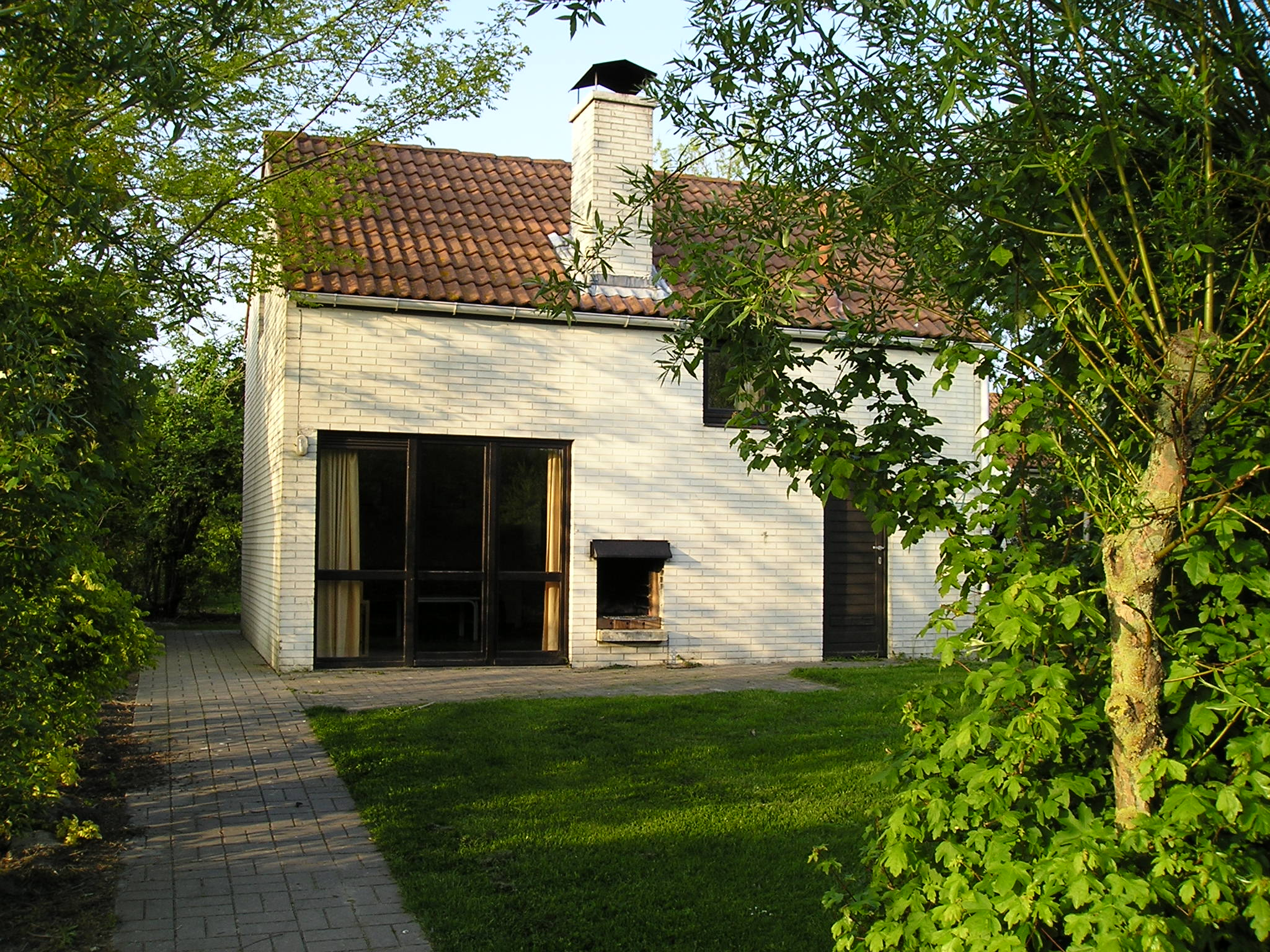
Vakantiehuis in De Haan

Een zomerhuis of datsja is een huis dat met name 's zomers wordt bewoond en kan als zodanig als vakantiehuis worden gezien. Een zomerhuis wordt meestal niet verhuurd, maar veelal bewoond door de eigenaar. Het woord datsja, dat soms voor zo'n vakantieverblijf wordt gebruikt, komt uit het Russisch.

## Nederland
De gehele kuststreek, de Waddeneilanden, de Veluwe en Zuid-Limburg zijn in Nederland de streken waar mensen die rust en ontspanning zoeken graag een vakantiehuis betrekken. 
Een vakantiehuis is als woningtype ongewenst voor permanente bewoning. In Nederland is het zelfs niet toegestaan om er permanent te verblijven, dat wil zeggen bij het bevolkingsregister ingeschreven staan op het adres van het huis.

## België
In België zijn vanouds de Ardennen een streek waar men graag een vakantie-onderkomen zoekt; niet enkel Vlamingen maar ook steeds meer Nederlanders hebben daar een permanente vakantiebehuizing. De meest bezochte Vlaamse regio is de Kuststreek en op nummer 2 de Vlaamse regio de Westhoek, nabij de kust gelegen. 
Vakantiehuizen in België worden vaak tweede verblijven genoemd. De Vlaamse overheid stelt volgende definitie voor: “Elke private woongelegenheid die niet het hoofdverblijf vormt van de eigenaar of de huurder, maar die wel op elk moment door hem kan worden bewoond. Tweede verblijven zijn landhuizen, bungalows, appartementen, weekendhuisjes, optrekjes en alle andere vaste woongelegenheden, met inbegrip van de met chalets gelijkgestelde caravans, die al of niet ingeschreven zijn in de kadastrale legger.” Op basis hiervan heffen de gemeenten een woningtaks, die in toeristische streken een belangrijk deel van het gemeentebudget ondersteunt. Het grote aantal tweede verblijven aan de Belgische Kust heeft ook een verhoging van de prijzen op de woningmarkt als gevolg.

## Vakantiehuizen in Frankrijk
Het aantal vakantiehuizen in Frankrijk is relatief hoog; 10% van alle huizen zijn een vakantiehuis of tweede huis, het overgrote deel in Frans bezit. Er zijn ongeveer 300.000 vakantiehuizen (1% van het totale woningaanbod) in handen van buitenlandse huiseigenaren. Hiervan is 28% Engels, 14% Italiaans, 10% Belgisch, 8% Nederlands, 3% Spaans en 3% Amerikaans.

## Vakantieverhuur
Vele vakantiehuizen worden voor de duur van een verblijf verhuurd, ofwel rechtstreeks door de eigenaar, ofwel via verhuurverenigingen zoals Gîtes de France  of Fairbnb.coop, of via commerciële verhuurbedrijven als Airbnb, Belvilla of Interhome.

### Regulering
De overheid regelt de vakantieverhuur via wet- en regelgeving, en via belastingen zoals toerisme- en verblijftaks, of huurbelasting. De regels verschillen van land tot land, en binnen België zelfs per gewest. In bepaalde gebieden wordt via regulering ook het overtoerisme tegengegaan.